# Площадь Славы (Самара)
Пло́щадь Сла́вы — площадь в Ленинском районе города Самары.

## История местности
Ранее на этом месте был Ярмарочный спуск. Там располагались Детская инфекционная больница № 1 и службы управления кабельных сетей. В 1965 году было принято решение построить парадную площадь, «Вечный огонь» и памятник трудовой славе. Строительные работы начались в конце 1968 года и были закончены в 1971 году.

## Ансамбль
Совместно с Самарской площадью и сквером Победы площадь Славы составляет единый архитектурный ансамбль.
На площади находится символ Самары — монумент Славы. Памятник создан в честь рабочих авиационной промышленности Самары, совершивших свой трудовой подвиг во время войны.

На 40-метровом пьедестале — 13-метровая фигура рабочего, держащего в поднятых руках крылья. Памятник символизирует собой вклад самарцев в создание авиационной промышленности страны. Во время войны здесь выпускался самолёт — штурмовик Ил-2, «летающий танк».

Рядом с памятником перед символическим барельефом Родины-матери, горит Вечный огонь. Сюда возлагают венки на 23 февраля и в День Победы, а по выходным к Вечному огню приезжают молодожёны, чтобы сфотографироваться здесь на память.
Площадь является одной из смотровых площадок города, с неё открывается вид на Волгу и правый берег.
В 2015 году началась реконструкция площади. Было заменено покрытие всей площади. На откосе площади со стороны волжского склона по инициативе губернатора Н. И. Меркушкина был построен мемориал «Гордость, честь и слава Самарской области» в виде стены высотой 6 метров и шириной 120 метров. Стена, возвышающаяся над уровнем площади на 1,2 метра вызвала протесты; по мнению авторов петиции, собравшей 4,4 тысячи подписей, стена частично закрыла вид на Волгу. После этого смотровая площадка была доработана. Работы по украшению стены продолжаются[уточнить], сметой предусмотрено 75 миллионов рублей на установку бронзовых скульптур.
Лестницы ведут от монумента Славы по склону вниз: к набережной Волги, Волжскому проспекту, бассейну ЦСКА и гостинице «Волга».
С площади Славы виден 30-струйный фонтан в честь Победы, построенный по проекту архитекторов Вагана Каркарьяна, Владимира Борисова и художника Рудольфа Баранова. В мае 2017 года фонтан демонтирован, утеряна уникальная мозаика, затем — после протестов горожан — восстановлен, но не в первоначальном виде. В 2018 году Ленинским судом города Самара принято решение, согласно которому органы местного самоуправления городского округа Самара обязаны до конца 2019 года восстановить фонтан в соответствии с проектом 1994 года.
В 2024 году монумент Славы и мемориальный ансамбль прошли экспертизу УГООКН, их рекомендовано включить в число объектов культурного наследия регионального значения.

## Здания и сооружения
- Правительство Самарской области
- Церковь Георгия Победоносца
- Монумент Славы
- Вечный огонь.

## Политические митинги
Площадь Славы  неоднократно становилась местом проведения демонстраций оппозиции.
- В 2011 году на площади прошёл митинг против фальсификации выборов в Госдуму. [11]
- 23 января 2021 года площадь стала местом проведения многотысячного митинга за освобождение Алексея Навального и других политических заключённых. [12]
- В 2022 году на площади прошла серия антивоенных пикетов. [13]

## Галерея

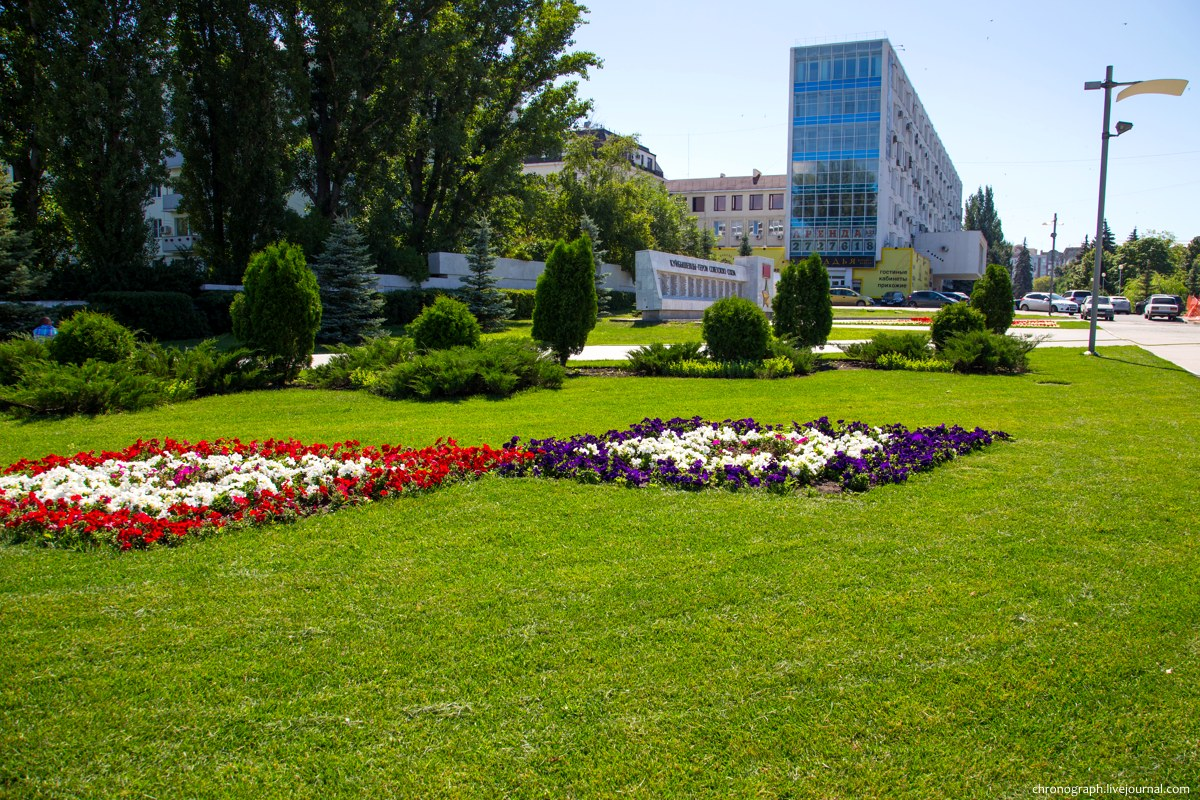
Площадь Славы
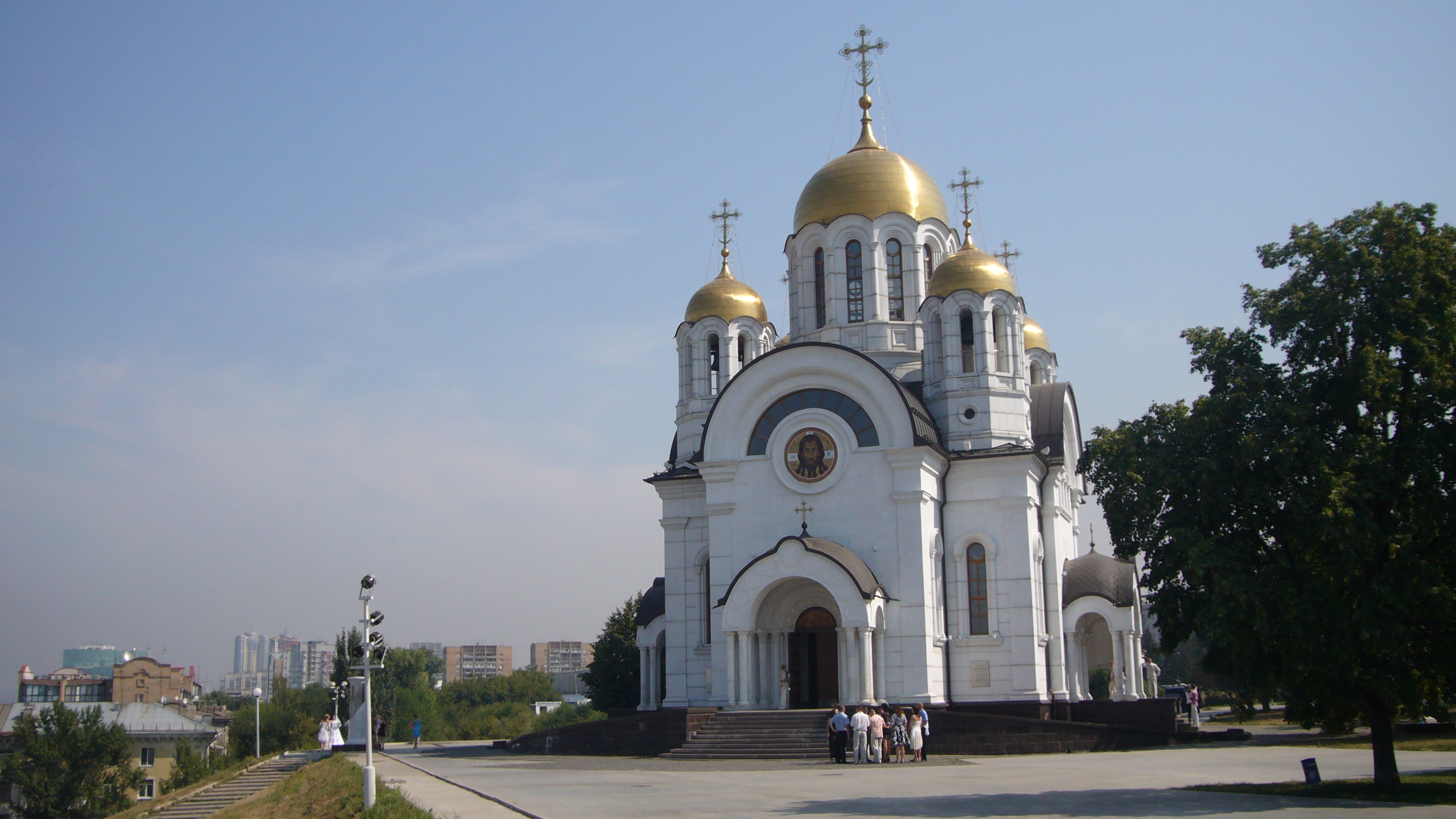
Церковь Георгия Победоносца
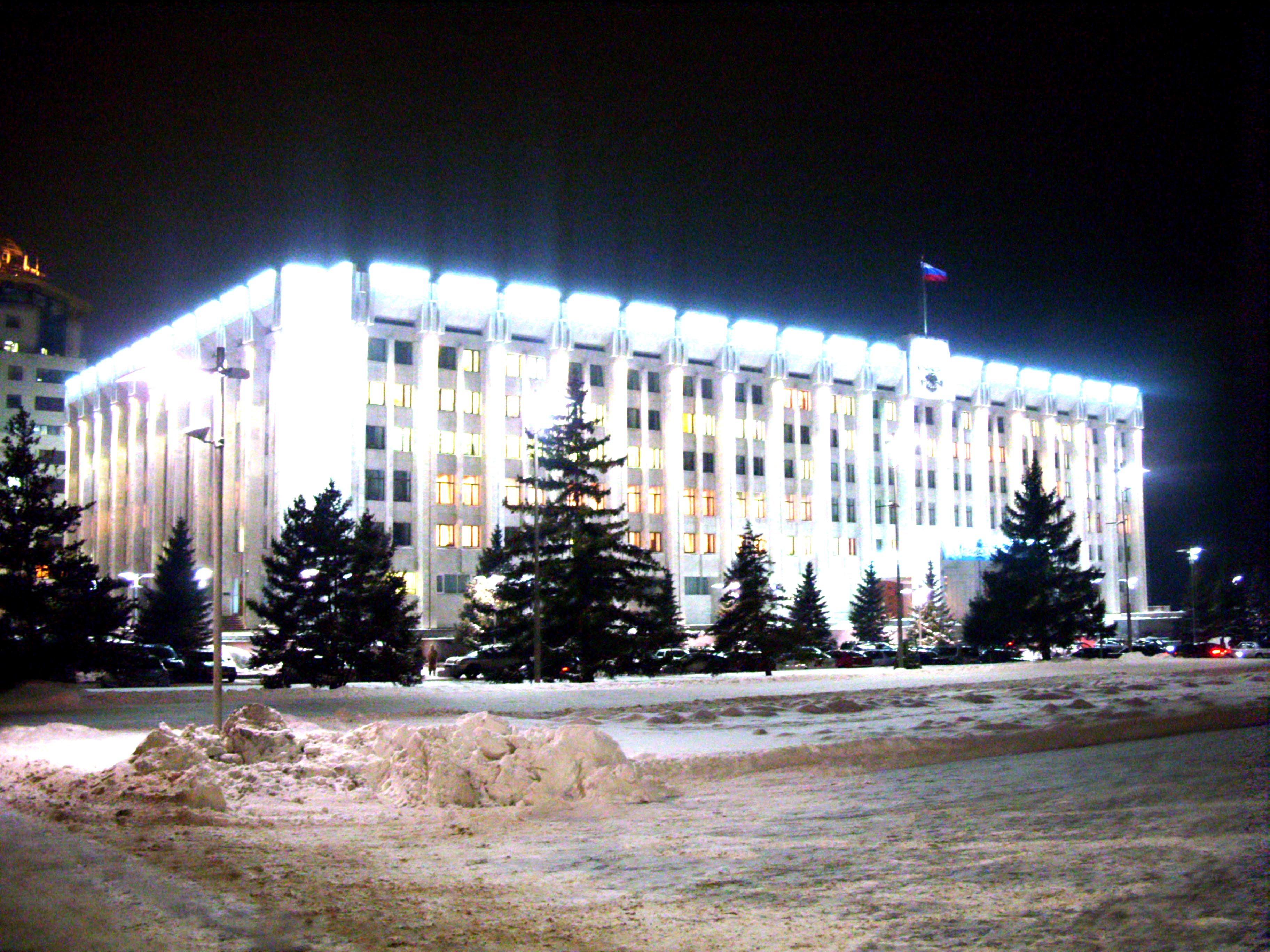
Здание Администрации Самарской области
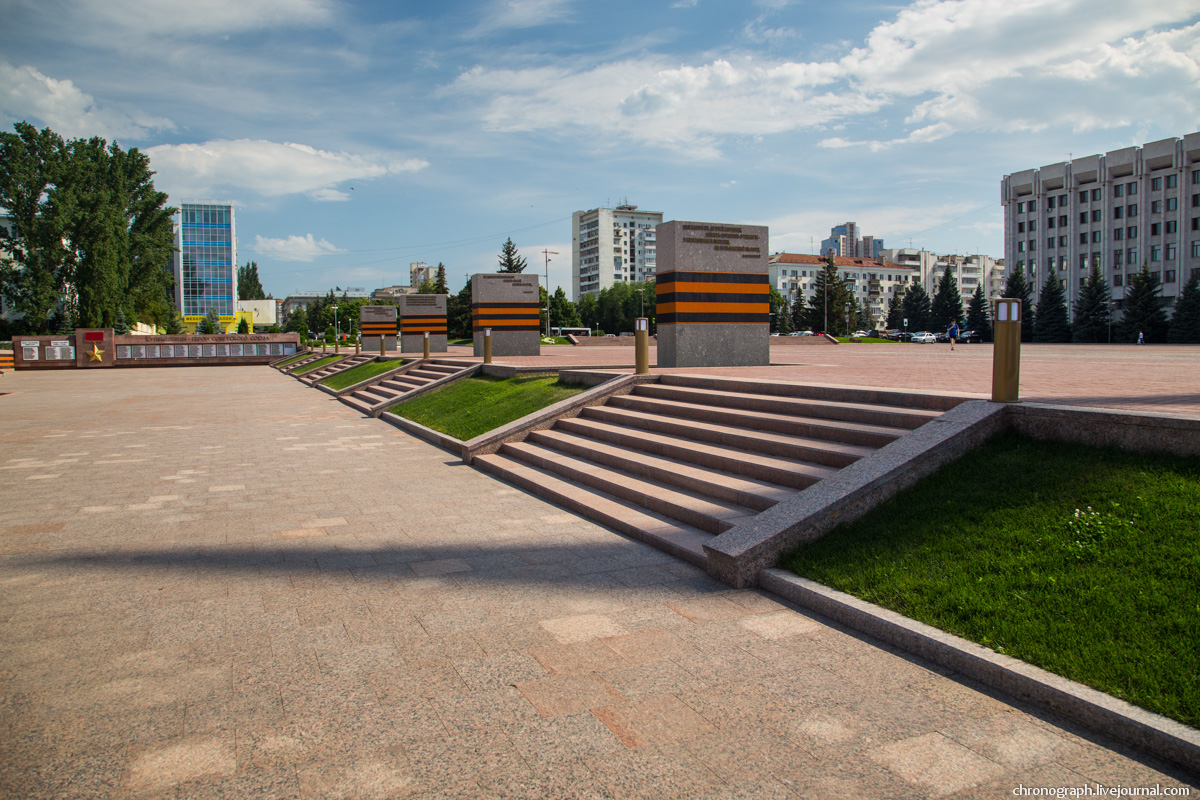
Фрагмент площади
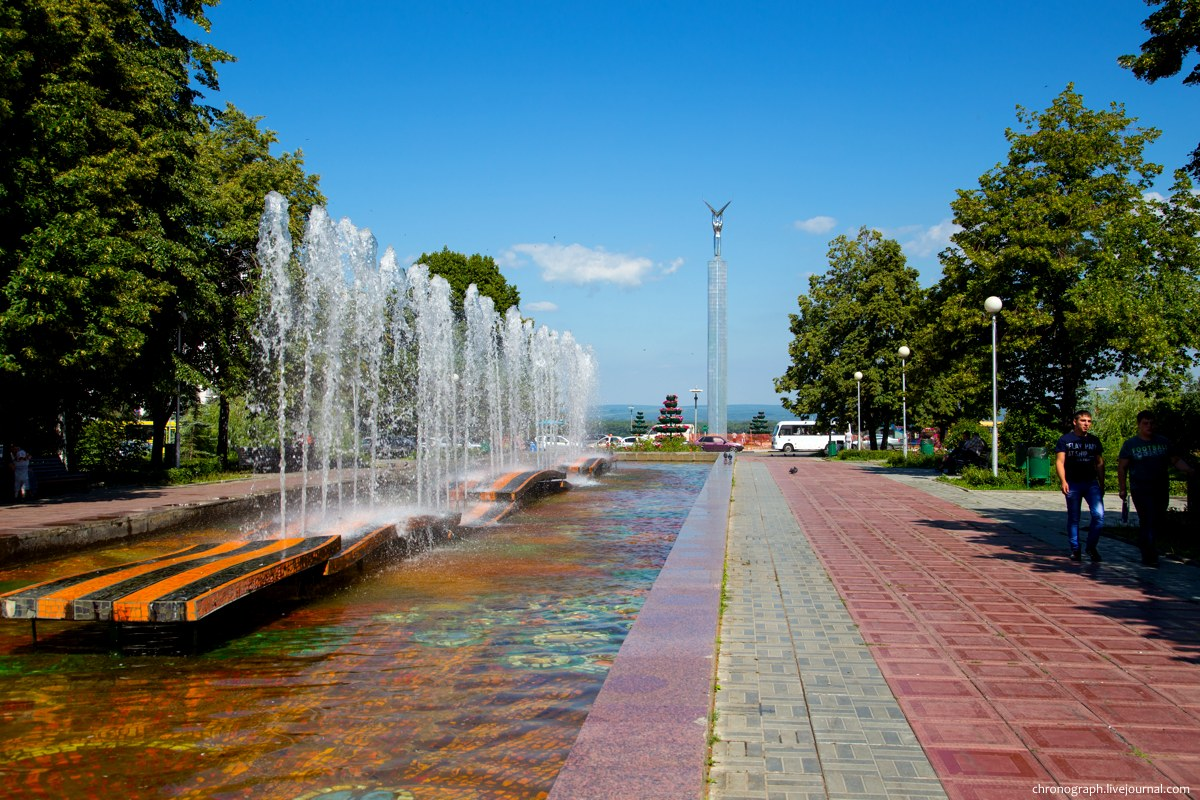
30-струйный фонтан в сквере Победы, вид с ул. Галактионовской
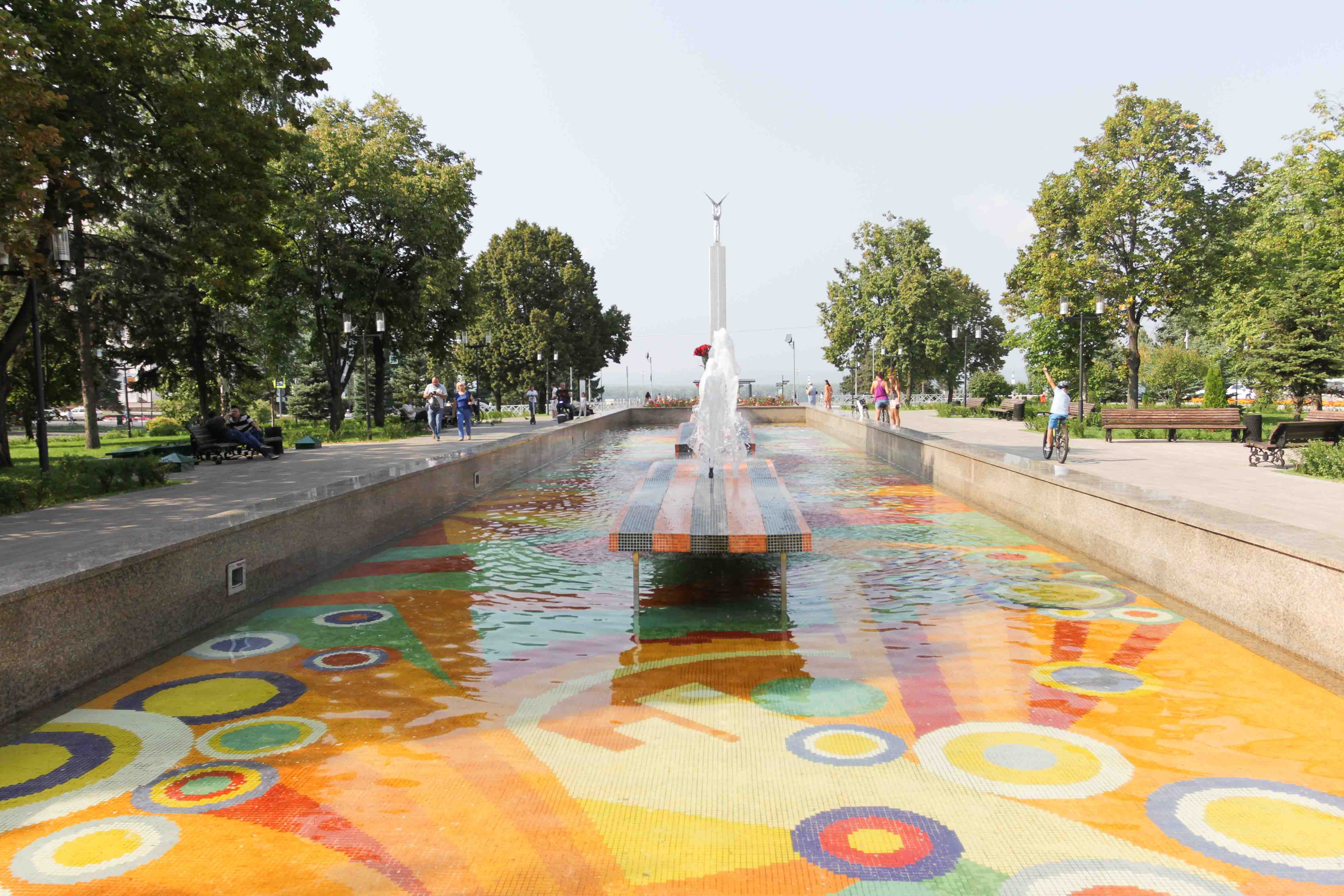
Фонтан в сквере Победы после реконструкции 2017 г.
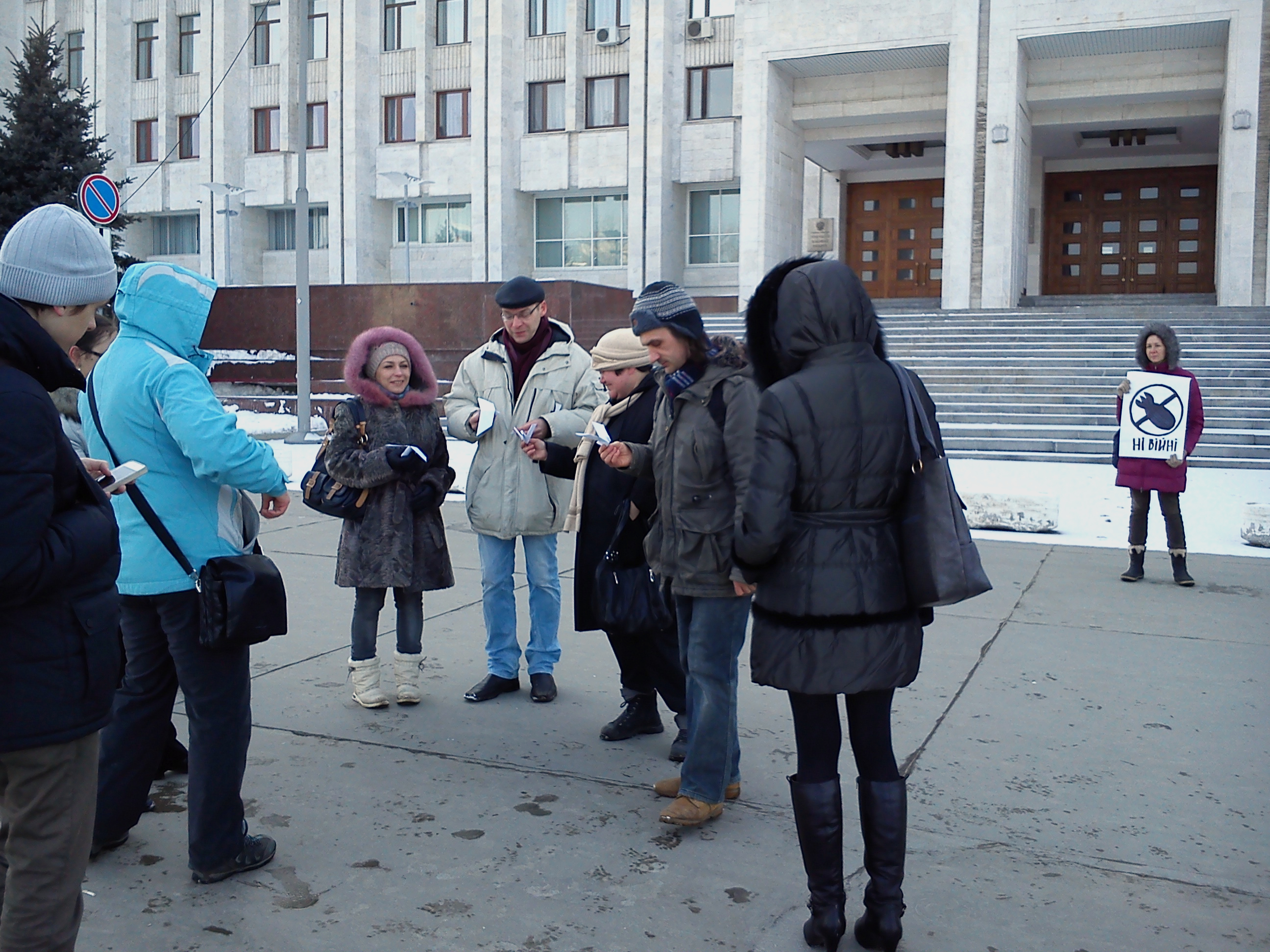
Антивоенный протест в 2014 году